# Pheidole parva
Pheidole parva är en myrart som beskrevs av Mayr 1865. Pheidole parva ingår i släktet Pheidole och familjen myror.

## Underarter
Arten delas in i följande underarter:
- P. p. decanica
- P. p. parva